# خورخي تيكسيرا (لاعب كرة قدم)
خورخي تيكسيرا هو لاعب كرة قدم برتغالي، ولد في 5 يونيو 1995. لعب مع نادي بورتيمونينسي.

## وصلات خارجية
- خورخي تيكسيرا (لاعب كرة قدم) على موقع قاعدة بيانات كرة القدم.إي يو (الإنجليزية)
- خورخي تيكسيرا (لاعب كرة قدم) على موقع Soccerway.com (الإنجليزية)